# Project Zomboid
Project Zomboid est un jeu vidéo de survival horror en monde ouvert en développement alpha par le développeur indépendant britannique et canadien The Indie Stone. Le jeu se déroule dans un monde post-apocalyptique infesté de zombies où le joueur est mis au défi de survivre le plus longtemps possible avant de mourir inévitablement. C'était également l'un des cinq premiers jeux publiés dans la section de financement alpha du portail de jeu Desura.
L'Indie Stone a subi un revers très médiatisé au sein de la communauté des jeux indépendants après le vol de deux ordinateurs portables contenant du code pour Project Zomboid. Depuis lors, Project Zomboid est apparu sur Steam Early Access et continue son développement à ce jour[Quand ?]. Project Zomboid est le premier jeu commercialisé de The Indie Stone.

## Système de jeu
Le but de Project Zomboid est de survivre dans le comté de Knox, dans le Kentucky, qui a été mis en quarantaine par le gouvernement. Le joueur doit gérer des besoins tels que la faim, la soif, la fatigue, la douleur et la stabilité mentale pour rester en vie. Pour ce faire, il doit rechercher des fournitures pour se maintenir en vie un autre jour, tout en évitant les zombies. Il n'y a pas de victoire à proprement parler dans le jeu, il faut survivre le plus longtemps possible.

## Développement
Le jeu est sorti pour la première fois le 25 avril 2011 en tant que démo technique. Il est écrit en Java pour sa portabilité, en utilisant Lightweight Java Game Library (en). Le 8 novembre 2013, Project Zomboid est sorti sur l'accès anticipé de Steam. En février 2014, Indie Stone a publié pour la première fois une version multijoueur du jeu.
En octobre 2018, le "Build 40" a été publiée comme étant stable et la prochaine version était en cours de développement.
Le 20 décembre 2021, la "Build 41" a été implantée, retravaillant en profondeur le système d'animations du jeu et portant de nombreux ajouts. Cette version a connu un succès relatif et a permis au jeu de bénéficier d'une popularité nouvelle.
Le 19 décembre 2024, la "Build 42", permet de faire apparaître quelques mécanismes supplémentaires : introduction de la lumière dynamique, un système de mélange des fluides (eau, essence, poisons...) ou l'introduction des animaux, et des refontes diverses (carte, objets).